# Dulova Ves
Dulova Ves (bis 1948 slowakisch „Guľvas“; ungarisch Sósgyülvész – bis 1907 Gulyvész) ist eine kleine Gemeinde im Osten der Slowakei mit 1870 Einwohnern (Stand 31. Dezember 2024) im Okres Prešov, einem Teil des Prešovský kraj, und wird zur traditionellen Landschaft Šariš gezählt.

## Geographie

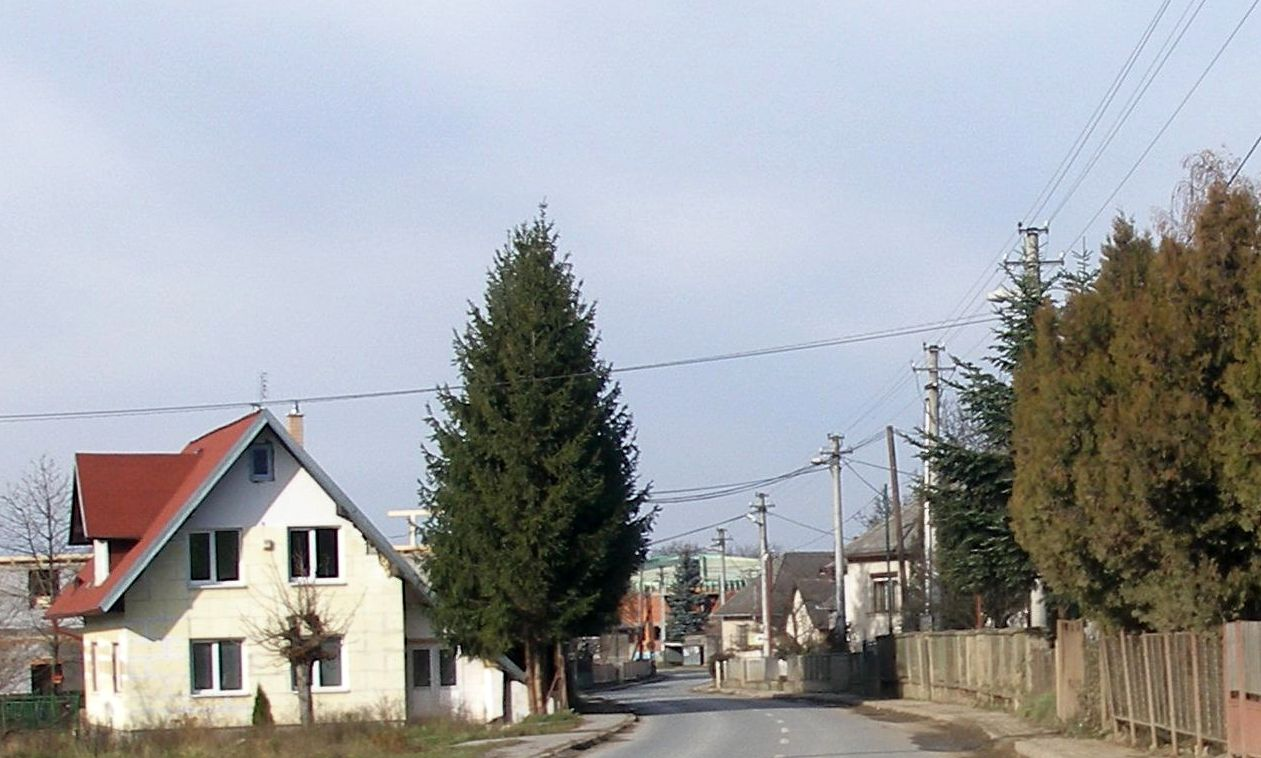
Straßenzug in Dulova Ves

Die Gemeinde befindet sich im Nordteil des Talkessels Košická kotlina im Tal des Baches Delňa. Das Ortszentrum liegt auf einer Höhe von 308 m n.m. und ist acht Kilometer von Prešov entfernt.
Nachbargemeinden sind Prešov (Stadtteil Solivar) im Westen und Norden, Kokošovce im Osten, Abranovce im Südosten, Žehňa im Süden und Záborské im Südwesten.

## Geschichte

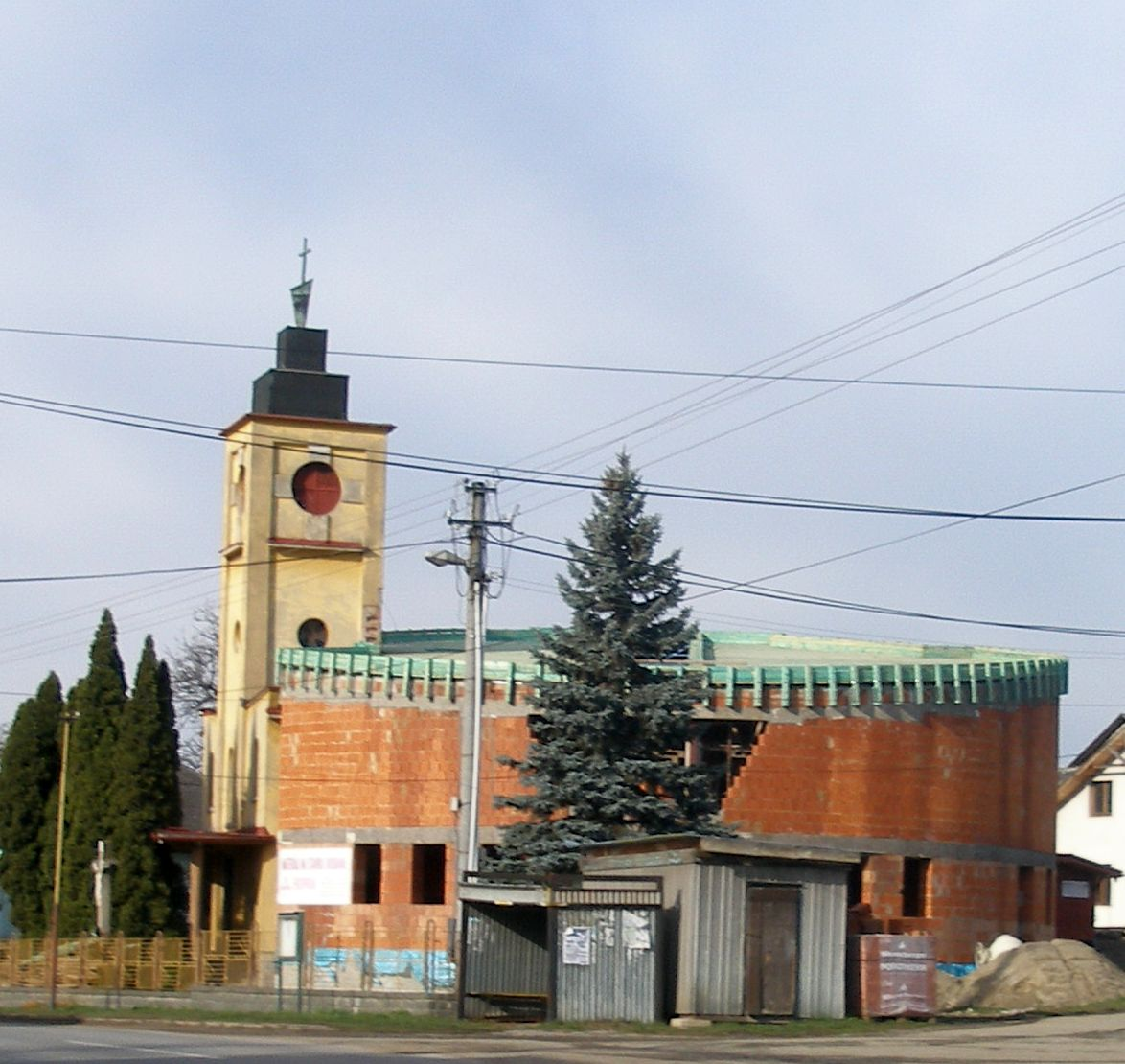
Kirche in Dulova Ves

Der Ort wurde zum ersten Mal 1417 als Gwluez beziehungsweise Gwluuez schriftlich erwähnt. 1427 waren nach einem Steuerverzeichnis insgesamt fünf Porta verzeichnet. 1787 hatte die Ortschaft 45 Häuser und 279 Einwohner, 1828 zählte man 60 Häuser und 444 Einwohner.
Bis 1918 gehörte der im Komitat Scharosch liegende Ort zum Königreich Ungarn und kam danach zur Tschechoslowakei beziehungsweise heute Slowakei.

## Bevölkerung
| Jahr                | 1994 | 2004     | 2014     | 2024      |
| ------------------- | ---- | -------- | -------- | --------- |
| Anzahl der Personen | 532  | 612      | 870      | 1870      |
| Unterschied         |      | +15,03 % | +42,15 % | +114,94 % |

| Jahr                | 2023 | 2024    |
| ------------------- | ---- | ------- |
| Anzahl der Personen | 1833 | 1870    |
| Unterschied         |      | +2,01 % |

Nach der Volkszählung 2011 wohnten in Dulova Ves 699 Einwohner, davon 623 Slowaken, 28 Roma, sechs Ukrainer, fünf Russinen und ein Magyare. 36 Einwohner machten keine Angabe zur Ethnie.
559 Einwohner bekannten sich zur römisch-katholischen Kirche, 40 Einwohner zur Evangelischen Kirche A. B., 22 Einwohner zur griechisch-katholischen Kirche, drei Einwohner zu den Brethren, zwei Einwohner zur orthodoxen Kirche und ein Einwohner zu den Mormonen. 30 Einwohner waren konfessionslos und bei 42 Einwohnern wurde die Konfession nicht ermittelt.

## Bauwerke
- römisch-katholische Kirche aus dem Jahr 1819